# João Policarpo dos Santos Campos
João Policarpo dos Santos Campos (? — ?) foi um político brasileiro.
Foi presidente da província do Pará, de 18 de maio a 18 de julho de 1889.